# (1365) Henyey
(1365) Henyey es el asteroide número 1365, en el cinturón principal. Fue descubierto por el astrónomo Max Wolf desde el observatorio de Heidelberg, el 9 de septiembre de 1928. Su designación alternativa es 1928 RK. Está nombrado en honor del astrónomo estadounidense Louis G. Henyey (1910-1970).